# Serife

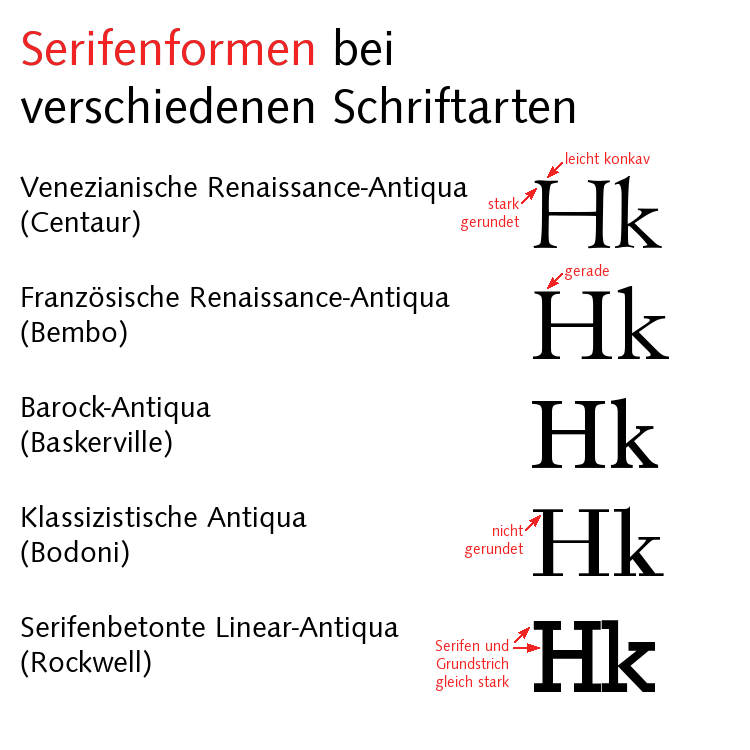
Serifenformen

Die Cooper Black hat elliptische Serifen, eine Form, die im Englischen „slur serif“ genannt wird.

Als Serife bezeichnet man in der Mikrotypografie eine kurze dünne Linie auf den Linien von Buchstaben und Zeichen, die bei Antiqua-Schriften einen Buchstabenstrich am Ende, quer zu seiner Grundrichtung als Horizontalstrich (Anstrich, Füßchen), abschließt. Die Serifen-Schrift wird vorrangig für den Haupttext von Büchern und Zeitschriften genutzt, da in gedruckter Form diese Schriftart in vielen Fällen ermüdungsfreier und einfacher zu lesen ist als serifenlose Schriften.
Eine bekannte Serifen-Schrift (genannt auch serifenbetonte Schrift) ist Times; eine bekannte serifenlose Schrift ist Helvetica.

## Begriffsherkunft
Der Duden und das Oxford English Dictionary nennen als vermutliche Wortherkunft das niederländische schreef „Strich, Linie“, wobei für das im Deutschen gebräuchliche Wort zusätzlich Entlehnung des entsprechenden englischen Wortes angenommen wird.

## Arten

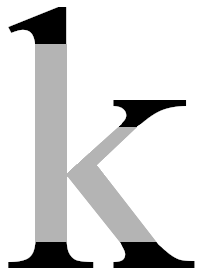
Minuskel k mit Serifen

Je nachdem, wo und wie die Serife den Strich einer Glyphe abschließt, unterscheidet man Abschlussserifen, Dach(ansatz)serifen, Kopfserifen, Querserifen und Standserifen. Serifen können dabei einseitig oder doppelseitig sein. Einseitige Serifen nennt man auch Halbserifen.
So hat in der Beispielabbildung der Kleinbuchstabe k oben links eine einseitige Dachserife, oben rechts eine doppelseitige Abschlussserife, unten jeweils eine doppelseitige Standserife.
In der Mikrotypografie werden Serifen je nach ihrer genauen Form noch mit einer Vielzahl weiterer Begriffe detaillierter bezeichnet.

## Geschichtliche Herkunft
Ihren Ursprung haben die Serifen in der Griechischen Lapidarschrift. Die anfangs in Stein geritzte Schrift wurde später gemeißelt. Da das Meißeln einfacher (serifenloser) Strichabschlüsse schwierig ist, entstanden so die Serifen als Ausläufe. Das Vorschreiben auf Stein mit breitem Schreibgerät hat die Entstehung der Serifen unterstützt und führte auch zu den variierenden Strichstärken. Eine andere, weniger verbreitete Theorie sieht den Ursprung der Serife nicht in der Meißeltechnik, sondern im Zeichnen von Buchstaben mit einem Pinsel. Das Ausholen des Pinsels brachte die Serife als zeichentechnisch bedingtes Element hervor, welches man später auf die gemeißelten Buchstaben übertrug. Die ersten Serifen waren noch unscheinbar kurz und wurden bis zur römischen Kaiserzeit aber, vergleichbar mit den Serifen der heutigen Egyptienne, auch betont und als dekoratives Element eingesetzt.

## Schriftklassifikation
In der Schriftklassifikation spielen Serifen eine wichtige Rolle. Durch Beurteilung von Stärke und Form der Serifen können Schriften in verschiedene Klassen eingeordnet werden.
Über Jahrhunderte hinweg hat sich das Aussehen der Serifen gewandelt. Während sie in der Französischen und der Venezianischen Renaissance-Antiqua noch kräftig und der Übergang zum Buchstabenstrich deutlich gerundet war, wurden die Strichstärkenkontraste in der Barock-Antiqua schon deutlich ausgeprägter, die Serifen dadurch gerader und feiner. Bei der Klassizistischen Antiqua waren die Serifen nur noch zarte, völlig waagerechte Striche ohne Übergang zum Hauptstrich.
Mit Aufkommen der Industrialisierung Anfang des 19. Jahrhunderts kehrte sich die Entwicklung um: Für Reklame und Plakate erfand man die Egyptienne oder Serifenbetonte Linear-Antiqua. Bei diesen Schriften gibt es (fast) keinen Strichstärkenkontrast mehr, dadurch wurden die Serifen ebenso stark ausgeprägt wie Grund- und Haarstriche. Diese Schriften waren die typischen Schreibmaschinen-Schriften.
Ebenfalls Anfang des 19. Jahrhunderts entwickelte man serifenlose Schriften, die sogenannte Grotesk oder serifenlose Linear-Antiqua. Die serifenlosen Schriften haben sich ab Anfang des 20. Jahrhunderts einen festen Platz in der Typografie erarbeitet. Durch ihre einfacherere Erkennbarkeit (auch aus größeren Abständen) haben sie sich u. a. für Poster durchgesetzt; beim Buchdruck dagegen dominieren weiterhin die Serifen-Schriften aufgrund der ermüdungsfreien Leserlichkeit.
Bei nichtproportionalen Schriftarten wie Courier kann mit Serifen der Leerraum, der um schmale Buchstaben wie „i“ und „l“ entsteht, gefüllt werden.

## Abhängigkeit der Form von der Technik

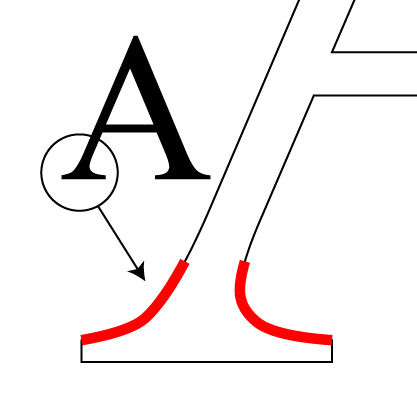
Kehlung

Zum Teil ist die Form der Serife technisch bedingt. Wenn bei der Herstellung eines Buchstabens das ihn umgebende Material vom Stempelschneider entfernt wird, entstehen abgerundete Ecken am Übergang von der Serife zum angrenzenden Strich. Diese Ecken sind durch die Form des Schneidewerkzeuges und die Art des Schnitts bedingt und werden Kehlung (oder „Serifenrundung“) genannt.
Wenn der Buchstabe herausgeschnitten, gestochen wird, entsteht zum Beispiel ein scharfer rechter Winkel. Auch feinere Linien sind möglich. Die Buchstaben sehen „wie gestochen“ aus. Beim Computerdruck ergeben sich wiederum andere Bedingungen. Jede beliebige Form ist prinzipiell möglich, aber es gibt Grenzen durch die begrenzte Auflösung zum Beispiel durch die Rasterung des Bildschirms oder durch den Druckraster. Längere Texte auf Bildschirmen (mit entsprechend kleinen Buchstaben) ermüden beim Lesen weniger, wenn eine serifenlose Schrift gewählt wird, als wenn versucht wird, unterhalb der eigentlichen Bildschirmauflösung verschwommene Serifen darzustellen.